# Mendiga
Mendiga is een plaats (freguesia) in de Portugese gemeente Porto de Mós en telt 1016 inwoners (2001).